# Archivo Electrónico Ricardo Flores Magón
El Archivo Electrónico Ricardo Flores Magón (AE-RFM) es un sitio web que proyecta compilar de manera exhaustiva los escritos del anarquista mexicano Ricardo Flores Magón (1873-1922). 
El archivo se desprende del proyecto "Digitalización e indexación del periódico Regeneración, 1900-1918" coordinado por el historiador Jacinto Barrera Bassols y financiado por la Dirección de Estudios Históricos del Instituto Nacional de Antropología e Historia (INAH), que en 2007 publicó en disco compacto la colección completa de los ejemplares digitalizados del periódico Regeneración.
En el mes de enero de 2008 fue publicada en Internet la colección completa de Regeneración (incluida la sección italiana editada en Los Ángeles, California en 1911) y una colección parcial del semanario Revolución (1907-1908) ambas publicaciones tienen en común haber sido editadas por un grupo de redactores reunidos en torno a los hermanos Flores Magón que da cuenta de la participación de una red de miles de militantes en México y el sur de los Estados Unidos, principalmente en el estado de Texas.
Los materiales digitalizados del AE-RFM fueron recopilados en los acervos de la Hemeroteca Nacional de México, del Archivo personal de Enrique Flores Magón, de la Biblioteca Miguel Lerdo de Tejada y del Archivo Histórico de la Secretaría de Relaciones Exteriores; así como de la Biblioteca del Instituto Internacional de Historia Social de Ámsterdam en Holanda, y de la Biblioteca Histórica de Madison, Wisconsin, Estados Unidos.

## Secciones del archivo
| \| Periódicos \| Obras completas \| \| - Regeneración 1900-1919 - Revolución 1907-1908 - Regeneración Sección italiana \| - Correspondencia 1899-1922 - Obra literaria 1910-1917 - Artículos periodísticos 1900-1918 * - Discursos 1910-1918 * - Manifiestos y circulares 1900-1918 * - Miscelánea * \| | |
| * En construcción | |
| Periódicos | Obras completas |
| - Regeneración 1900-1919 - Revolución 1907-1908 - Regeneración Sección italiana | - Correspondencia 1899-1922 - Obra literaria 1910-1917 - Artículos periodísticos 1900-1918 * - Discursos 1910-1918 * - Manifiestos y circulares 1900-1918 * - Miscelánea * |

## Formatos
La digitalización de los Periódicos se publicó en formato PDF y las Obras completas en HTML.